# Carl Fredrik Reuterswärd

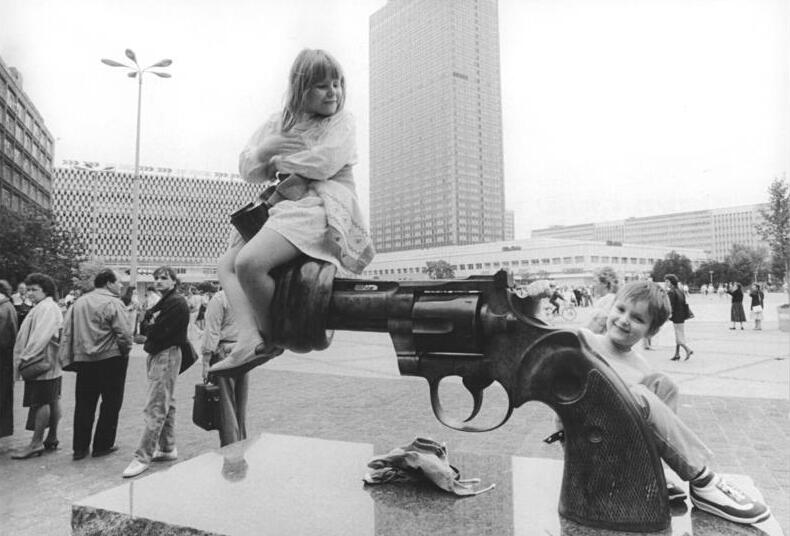
Barn som leker på skulpturen "Non-Violence" på Alexanderplatz i Berlin 1990.

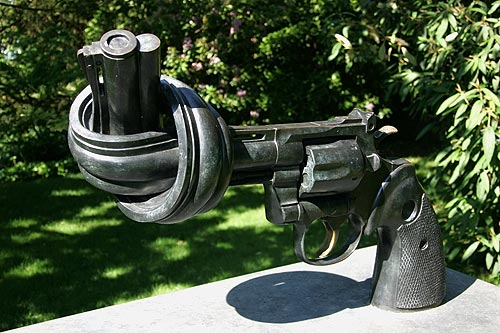
Skulpturen Non-Violence i Lausanne.

Carl Fredrik Reuterswärd, ibland kallad CFR, folkbokförd Carl-Fredrik Bengt Vilhelm Reuterswärd, född 4 juni 1934 i Oscars församling i Stockholm, död 3 maj 2016 i Landskrona, var en svensk målare, grafiker, skulptör och poet.
Mest känd är Carl Fredrik Reuterswärd för skulpturen Non-Violence, som föreställer en revolver med en knut på pipan. Den tillkom som en reaktion på mordet på John Lennon 1980 och har blivit en symbol för fredskamp över hela världen. En version av skulpturen finns utanför FN-huset i New York.
Reuterswärd, som länge bodde i Schweiz, var i slutet av sitt liv bosatt i Fortuna utanför Landskrona.

## Bakgrund och familj
Carl Fredrik Reuterswärd tillhörde den adliga ätten Reuterswärd med förfäder som hade varit militärer i ett antal generationer. Fadern var överste Wilhelm Reuterswärd och modern Thérèse, ogift Ingeström. .
Första gången var han gift 1958–1972 med Anna Tesch (född 1935), dotter till arkitekten Nils Tesch och Aino, ogift Neovius. Tillsammans fick de fyra barn: Nils Fredrik (född 1959), it-konsult, Blaise Reuterswärd (född 1961), fotograf, Olivia (född 1963), designer och konstnär, och Carolina (född 1966), ambulanssjuksköterska.
Andra gången var han gift 1974–1995 med konsthistorikern Mona Möller-Nielsen (1945–2009), dotter till konstnären Egon Möller-Nielsen och danskonstnären Birgit Åkesson. De fick en son Pontus (född 1976).
Tredje gången var han gift från 1997 till sin död med dräkthistorikern och författaren Tonie Lewenhaupt (född 1937), dotter till filmhistorikern, professor Gösta Werner och Kaj, ogift Björkdahl.
Carl Fredrik Reuterswärd fick 2015 en minnessten på Landskrona Walk of Fame.

## Konstnärlig verksamhet

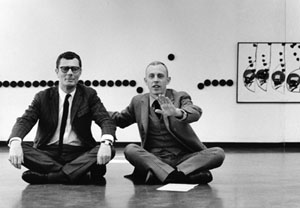
Carl Fredrik Reuterswärd (till höger) tillsammans med Jan Runnqvist (1963).

Carl Fredrik Reuterswärd började studera konst för Fernand Léger i Paris 1951 och hade sin första utställning där 1952. Han återvände till Sverige 1952 och studerade på Kungliga Konsthögskolan, i Stockholm, fram till 1955. Där han även blev professor i måleri 1965, vilket han var fram till 1969 då han flyttade till Bussigny i Schweiz(inte långt från Lausanne), där han bodde och arbetade en längre tid. Hösten 1974 tillträdde han en gästprofessur vid Minneapolis konsthögskola (mcad) i USA.
Reuterswärds mest kända och spridda konstverk är den offentliga skulpturen Non-Violence. Verket föreställer en revolver med knut på pipan. Det tillkom i reaktion på att John Lennon mördades 1980. Reuterswärd hade lärt känna John Lennon och Yoko Ono under tiden i Schweiz och Yoko bad honom göra en konstnärlig hyllning till John och hans fredsvision. Från början placerades det som ett minnesmärke i Central Park men 1988 skänktes det till FN, genom en donation från Luxemburgs regering, och placerades 30 september framför FN-huset i New York. Verket har senare uppförts i en mängd andra städer runt hela världen och har blivit en internationell symbol för fred. Skulpturerna har i många fall gjorts i olika variationer, för de olika platserna, i Landskrona till exempel har skulpturen två knutar på pipan, men den vanligaste variationen är att originalets revolver (en Colt Python 357 Magnum) bytts ut mot andra revolvrar och pistoler (eller helt andra vapen). I Sverige finns Non-Violence, förutom i Landskrona, även som offentlig skulptur i Stockholm, Göteborg, Malmö, Täby, Borås och Halmstad.

## Representation
Sprengel Museum i Hannover har en mycket omfattande samling av Carl Fredrik Reuterswärds verk och han är representerad på flera välkända museer världen över som Moderna museet i Stockholm, Museum of Modern Art  i New York, han är även representerad vid bland annat Göteborgs konstmuseum, Nationalmuseum i Stockholm, Statens Museum for Kunst, Ateneum, Nasjonalmuseet for kunst, arkitektur og design, Louisiana, National Gallery of Art, Centre Pompidou, Tate Modern, Norrköpings konstmuseum, Skissernas museum, Kalmar konstmuseum, Postmuseum , Länsmuseet Gävleborg, Smålands museum, Hallands konstmuseum, Helsingborgs museum, Örebro läns landsting.
Genom stiftelsen Carl Fredrik Reuterswärd Art Foundation har även stora donationer av hans verk gjorts till Landskrona museum(2012) och Grafikens hus (2014), som olyckligt brann ner strax efteråt.

## Bildgalleri
Utöver Non-Violence finns en rad andra offentliga skulpturer av Reuterswärd runt om i svenska städer, till exempel finns Var rädd om jorden på P A Halls terrass i Borås sedan november 2011 och Non CO2 på skorstenen till kraftvärmeverket i Landskrona, även den sedan 2011.

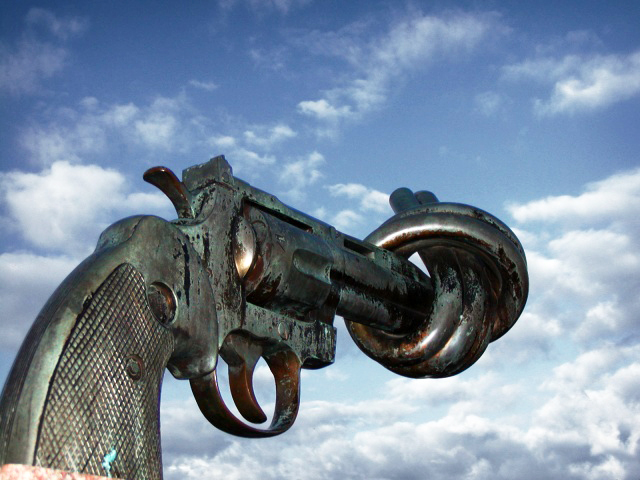
Skulpturen, vid Malmö Centralstation, som i september 1992 gjorde Malmö till en av de första städerna i Europa att få ett exemplar av Non-Violence.
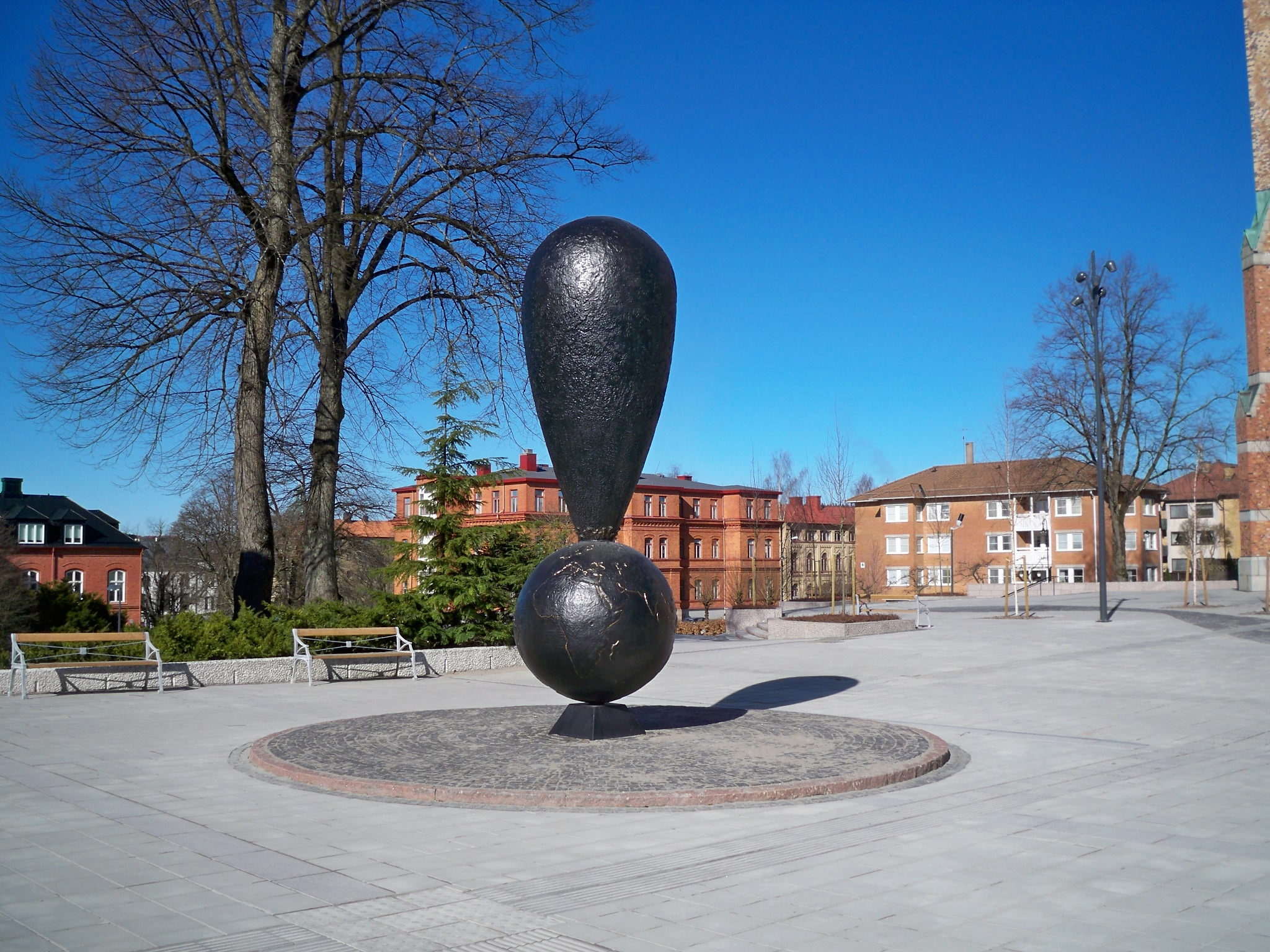
Bronsskulpturen Var rädd om jorden, invigd 2011 i Borås.
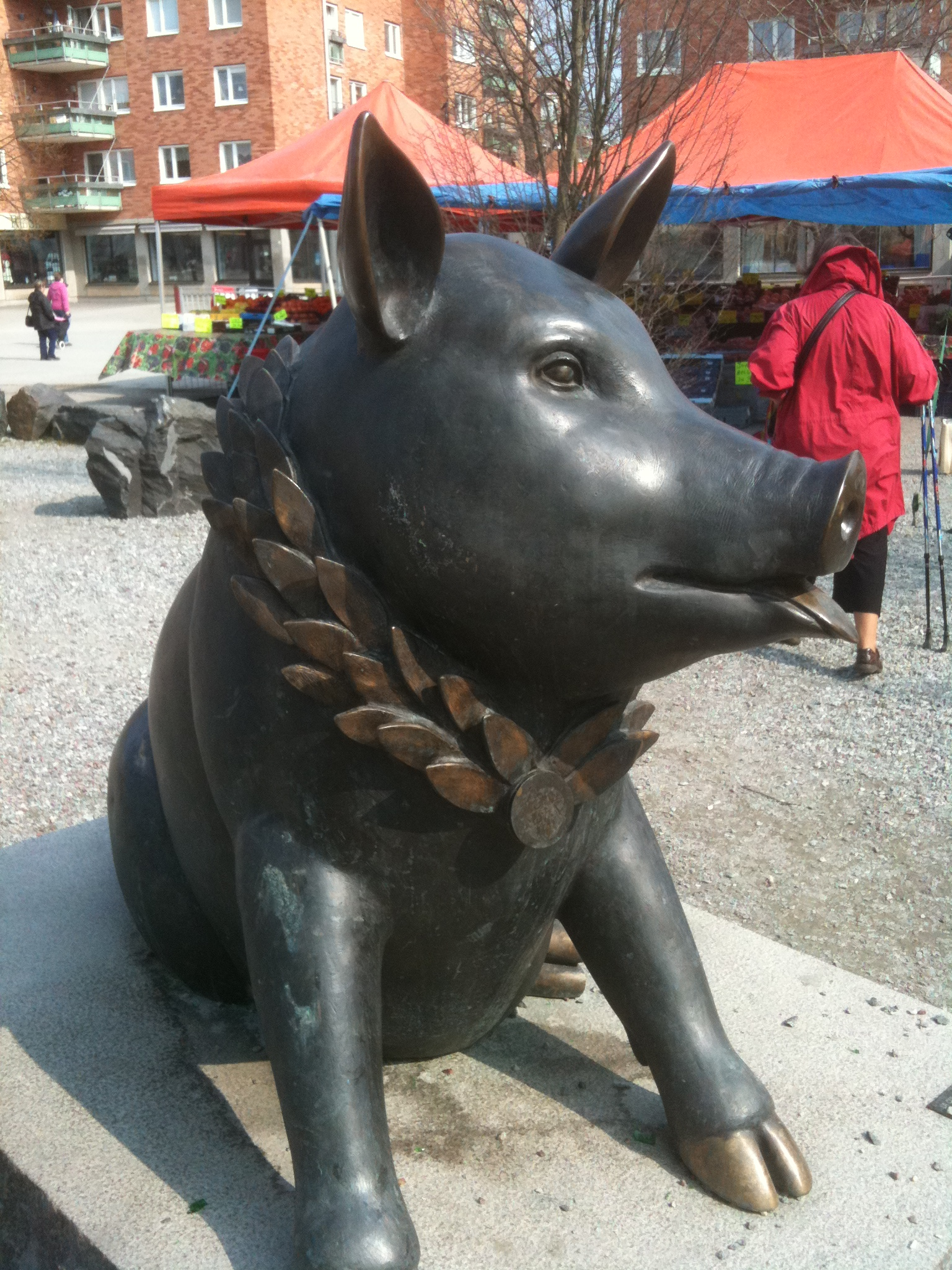
La culture c'est moi! (brons, 1988), i Kungsängens centrum, utanför kommunhuset.
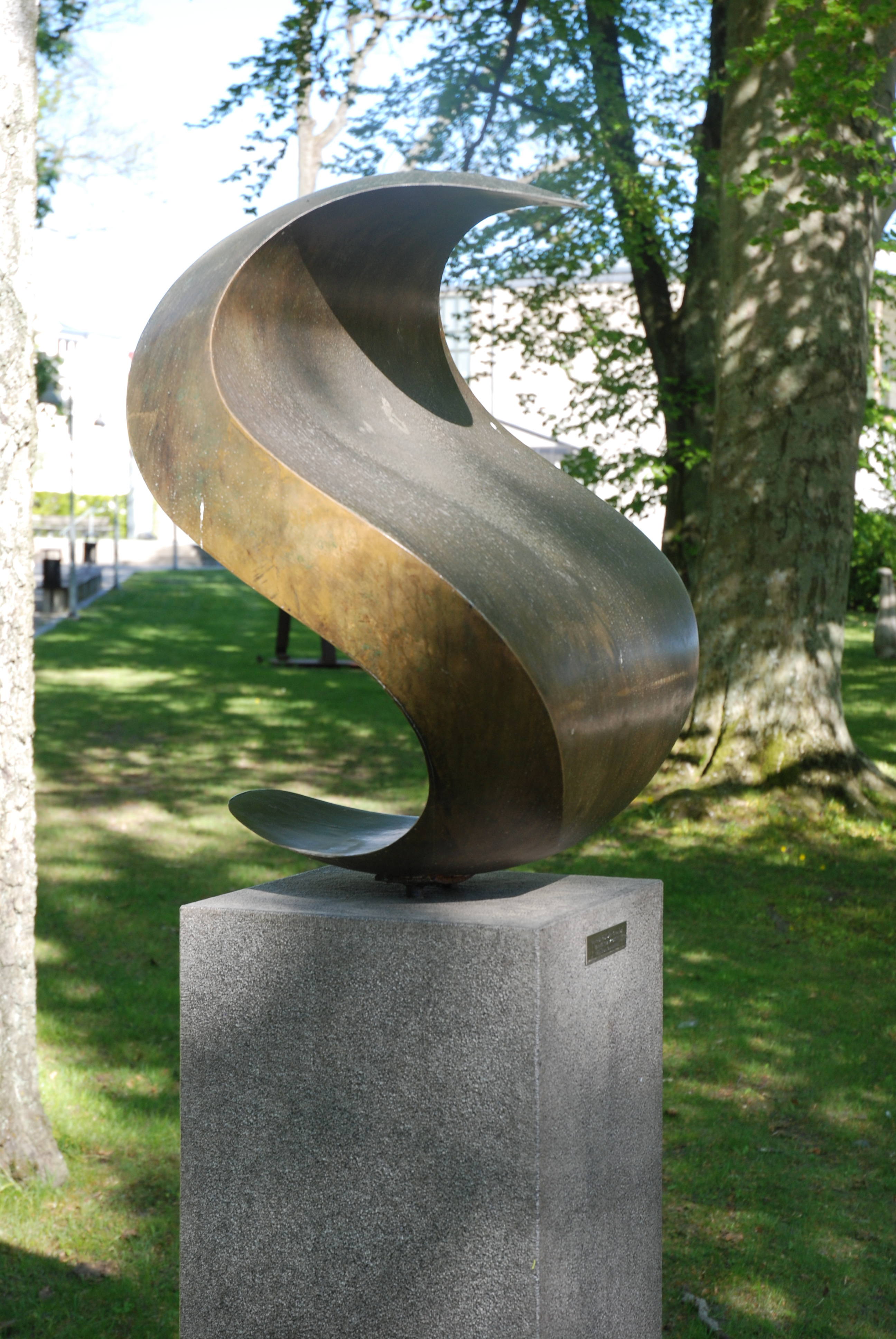
Mellanrummet mellan Yin och Yang finns flera städer, såsom Malmö eller här utanför Skissernas museum i Lund (avbildade verket från 1991 och gjord i brons).
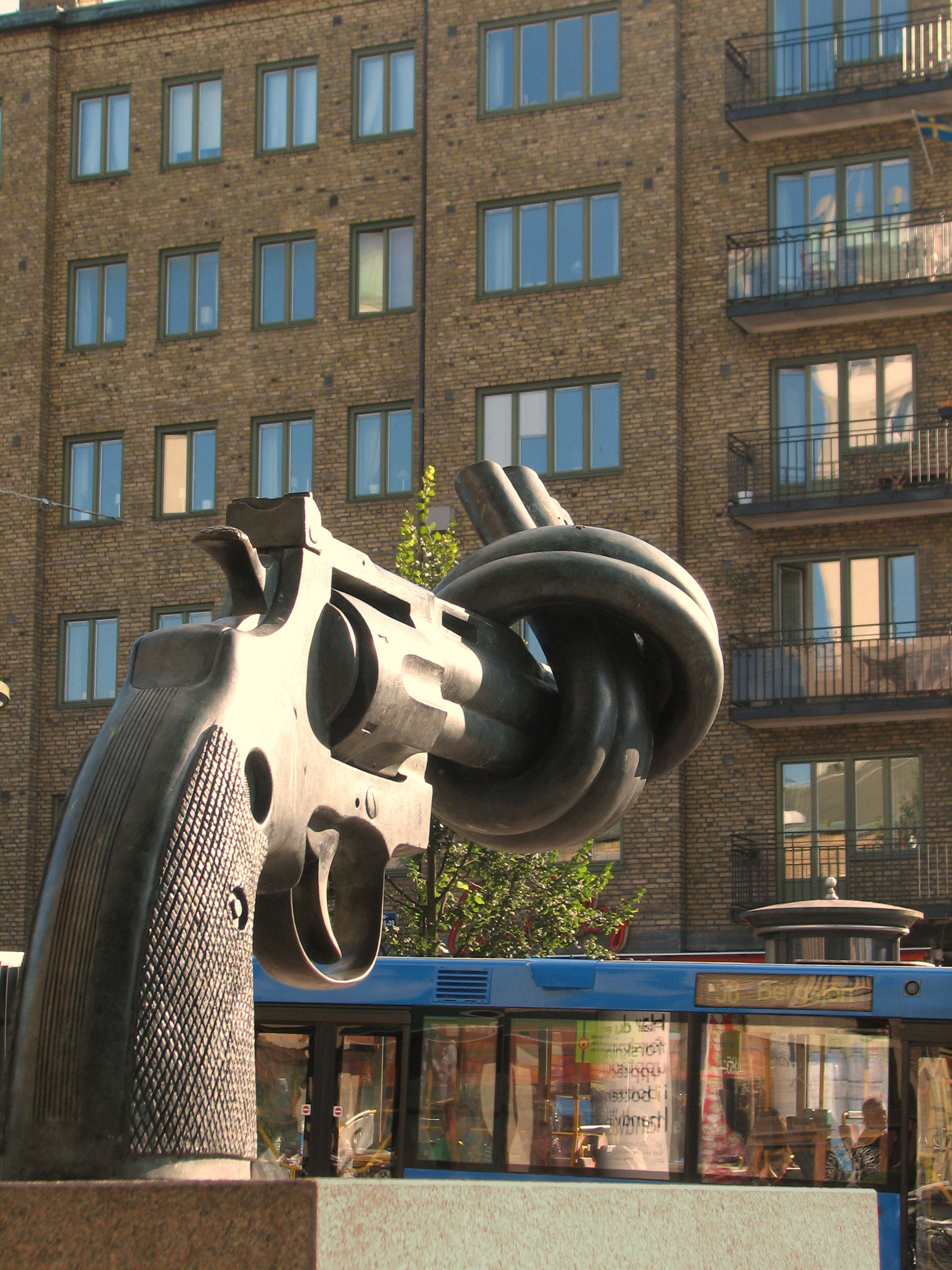
Skulpturen Non-Violence på Kungsportsavenyn i Göteborg.
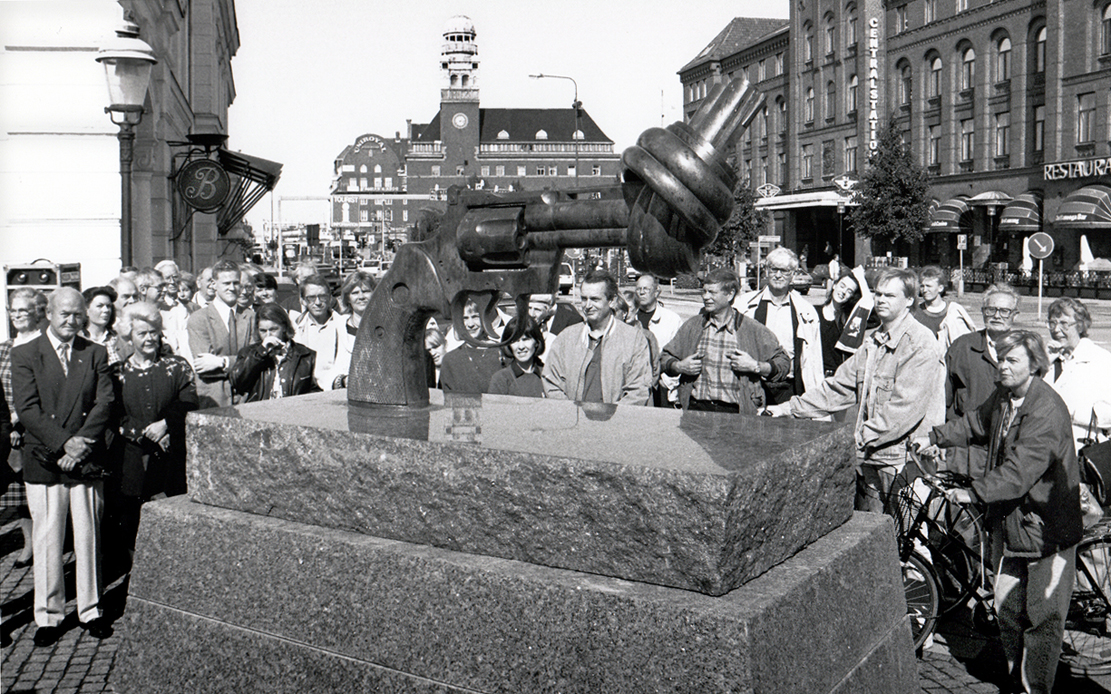
Invigningen av Non-Violence i Malmö vid Centralstationen 1992.